# Марксистская этика
Маркси́стско-ле́нинская э́тика — раздел марксистско-ленинской философии, теория морали, основанная на материалистическом понимании истории. Научные основы марксистской этики были заложены Карлом Марксом и Фридрихом Энгельсом. В домарксовский период этические учения пытались выработать внеисторические, вечные правила и нормы поведения, действительные для всех эпох и народов, для всех классов и общественных групп. Зародившись во второй половине XIX-го века, марксистская этика разоблачила антинаучный характер теорий морали, которые, как, например, теория «категорического императива» Иммануила Канта, игнорируют исторический и классовый характер общественной морали. Марксизм, отвергая буржуазные понятия о внеисторичности и надклассовости нравственности, выдвинул тезис о том, что нравственность меняется на протяжении истории, с изменением общества. Не было ни одной системы морали, требования которой не коренились бы в нуждах и потребностях определённых классов. Будучи частью, стороной «надстройки», мораль освящает особые интересы класса в общей системе социальных связей. С точки зрения марксистской этики, мораль, наряду с другими формами общественного сознания, входит в идеологическую надстройку над экономическом базисом общества. Поэтому моральные взгляды, нормы и оценки зависят прямо или опосредовано от экономических отношений.